# Cecil H. Underwood

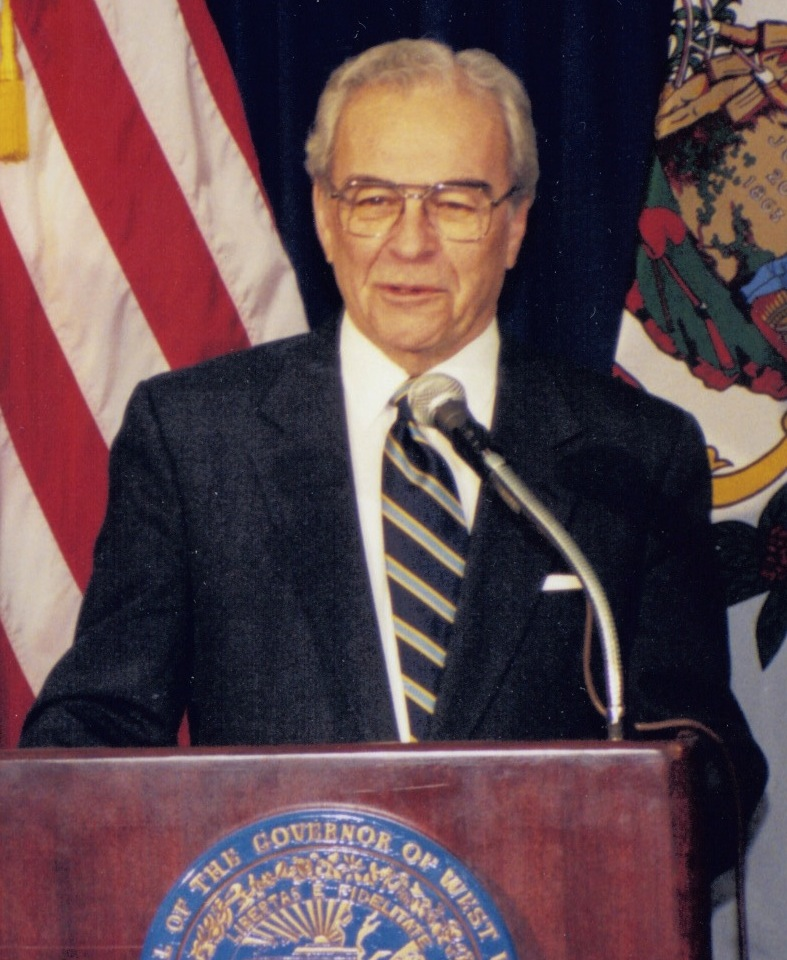
Cecil H. Underwood (1998)

Cecil Harland Underwood (* 5. November 1922 in Josephs Mills, Tyler County, West Virginia; † 24. November 2008 in Charleston, West Virginia) war ein US-amerikanischer Politiker (Republikanische Partei). Er war 1957 bis 1961 der 25. Gouverneur sowie von 1997 bis 2001 der 32. Gouverneur des Bundesstaates West Virginia.

## Frühe Jahre und politischer Aufstieg
Cecil Underwood besuchte die Tyler County High School, das Salem College und die West Virginia University. Während des Zweiten Weltkrieges diente er bei der Reservetruppe der US-Armee. Zwischen 1943 und 1950 war Underwood High-School-Lehrer. Die folgenden sechs Jahre war er Vizepräsident des Salem College. Underwoods politische Karriere begann im Jahr 1944, als er in das Repräsentantenhaus von West Virginia gewählt wurde. Dieses Mandat behielt er bis 1956. Zeitweise war er Fraktionsvorsitzender der republikanischen Abgeordneten. Im Jahr 1956 wurde er zum neuen Gouverneur von West Virginia gewählt.

## Erste Amtszeit als Gouverneur
Underwood war der erste republikanische Gouverneur des Staates West Virginia seit 1928, als William G. Conley gewählt wurde. Zum Zeitpunkt seines Amtsantritts war er der bisher jüngste Gouverneur dieses Staates. Kurioserweise sollte er in seiner zweiten Amtszeit auch der Älteste werden. Underwood trat seine erste vierjährige Amtszeit am 14. Januar 1957 an. In dieser Zeit förderte er den Ausbau und die Verbesserung des Straßennetzes. Er setzte sich für die sozial Schwächeren und Arbeitslosen ein und entwickelte ein befristetes Arbeitsbeschaffungsprogramm. Damals war die Zahl der Arbeitslosen durch die Einführung neuer Technologien vor allem im Bergbau angestiegen. Er ließ auch die Gesetze bezüglich des Bergbaus überarbeiten. Darüber hinaus wurde in seiner Amtszeit innerhalb seiner Regierung eine Abteilung zur Betreuung von geistig Behinderten eingerichtet. Underwood setzte die Desegregation an den Schulen des Landes weiter fort und unterstützte die Bürgerrechtsbewegung. In seiner ersten Amtszeit fand 1959 die letzte Hinrichtung in West Virginia statt.

## Zwischen seinen zwei Amtszeiten als Gouverneur
Entsprechend der Verfassung seines Bundesstaates, die zwei zusammenhängende Amtszeiten eines Gouverneurs untersagte, musste Underwood am 16. Januar 1961 aus seinem Amt ausscheiden. Eine Kandidatur für einen Sitz im US-Senat im Jahr 1960 blieb ebenso erfolglos wie zwei Versuche einer erneuten Gouverneurskandidatur in den Jahren 1964 und 1976; im Jahr 1968 unterlag er bereits in den Vorwahlen seiner Partei. In den Jahren nach dem Ende seiner ersten Amtszeit war Underwood in verschiedenen Bereichen tätig. Unter anderem war er bei einer Kohlen- und Chemiefirma angestellt und baute eine eigene Firma auf. Sein Name wurde zeitweise auch mit einer Software-Firma in Morgantown in Verbindung gebracht. Zwischen 1972 und 1975 war er Präsident des Bethany College.

## Zweite Amtszeit als Gouverneur
Im Jahr 1996 wurde Cecil Underwood doch noch einmal zum Gouverneur seines Bundesstaates gewählt. 36 Jahre nach dem Ende seiner ersten Amtszeit trat er am 13. Januar 1997 als bisher ältester Gouverneur von West Virginia seine zweite Amtszeit an. Bei der Wahl profitierte er von einer Spaltung innerhalb der Demokratischen Partei. Seine zweite Amtszeit war von wirtschaftlichen Problemen überschattet und seine moderaten Ansichten wurden von einigen seiner republikanischen Parteifreunde skeptisch betrachtet. Underwood war Mitglied mehrerer Gouverneursvereinigungen, aber es gelang ihm nicht, eine politische Mehrheit in seinem Lande hinter sich zu bringen. Im Jahr 2000 bewarb er sich erfolglos um seine Wiederwahl (das war inzwischen verfassungsmäßig möglich). Er unterlag dem Demokraten Bob Wise.
Underwood war mit der 2004 verstorbenen Hovah Hall verheiratet, das Paar hatte drei Kinder.